# Heteronucia elegans
Heteronucia elegans is een krabbensoort uit de familie van de Leucosiidae. De wetenschappelijke naam van de soort is voor het eerst geldig gepubliceerd in 2001 door Chen & Türkay.